# Locomotion No. 1
Locomotion No. 1, prvotno Active, je bila prva parna lokomotiva, ki je prevažala potnike na javni železniški progi. Lokomotivo je za železniško družbo Stockton and Darlington Railway proizvedlo podjetje Robert Stephenson and Company leta 1825.

## Opis
V Locomotion so bile vgrajene vse izboljšave, ki jih je George Stephenson v letih 1814-1826 izvedel na več eksperimentalnih parnih lokomotivah v premogovniku Killingworth Colliery. Lokomotiva je imela plamenocevni parni kotel z eno cevjo in izpuh pare v dimnik. Parni stroj je imel dva valja. Nad njima sta bila jarma, ki sta gibanje batnic prenašala na pogonska kolesa. Bila je prva lokomotiva, ki je imela pogonska kolesa med seboj povezana s sklopnimi drogovi in ne z zobniki ali verigami. Zaradi ene same ogrevalne cevi v kotlu je imela majhno grelno površino v primerjavi s kasnejšimi parnimi lokomotivami. Njena največja hitrost je bila 24 km/h.
Lokomotiva je zgodovinsko pomembna, ker je prva  vozila po javni železniški progi, in ne zaradi vgrajenih inovacij. Na svoji prvi vožnji 27. septembra 1825 je vlekla prvi vlak na progi Stockton and Darlington Railway v severovzhodni Angliji.
V Beamishkem muzeju na prostem je razstavljena delujoča replika Locomotion No. 1. 